# サムヌア郡
サムヌア郡（サムヌアぐん）は、ラオス北部のフアパン県の県都。

## 地理
- 周りは山地に囲まれており、洞窟が点在する。

## 歴史
- ベトナム国境に近く、ビエンサイ洞窟がパテート・ラオの活動拠点だったため、ベトナム戦争中アメリカ軍の激しい空襲を受けた。

## 産業
- 郊外はラオス国内において比較的治安の悪い地域とされていたが、近年は安定しており、外国人旅行者も増えつつある。
- 織物の産地としても有名であり、ラオスの巻スカート「シン」の生産拠点である。

## 交通
- 飛行機は、ヴィエンチャンから国内便のみ。